# 島田智哉子
島田 智哉子（しまだ ちやこ、本名：嶋田 智哉子、1962年9月27日 - ）は、日本の政治家、歯科医師。元参議院議員（1期）。

## 経歴
福岡県大牟田市に生まれる。福岡県立大牟田北高校を経て1983年（昭和58年）に佐賀女子短期大学を卒業し、NHK福岡放送局ニュース番組のアシスタントとして勤務。1988年（昭和63年）に明海大学歯学部に入学し、1994年（平成6年）に歯科医師免許を取得。1996年（平成8年）には川越市に歯科医院を開設。
2003年（平成15年）11月9日の第43回衆議院議員総選挙に、民主党公認で埼玉7区からの立候補が決まっていた。しかし同年9月26日に行われた民主党と自由党の合併により候補者調整が行われた結果、埼玉7区は自由党出身の小宮山泰子が立候補することとなり、島田は民主党埼玉県参議院選挙区第3総支部長に就任。
同年10月26日の埼玉県参議院補欠選挙に立候補。同じ大学で同じ歯学部の先輩である自由民主党の関口昌一に惜敗した（関口：648,319票、島田：635,332票、阿部幸代：232,850票。投票率は27.52%）。
2004年（平成16年）の第20回参議院議員通常選挙に埼玉県選挙区から立候補し、初当選。
2010年（平成22年）の第22回参議院議員通常選挙に立候補。再選を目指すも、民主党で新人の大野元裕に競り負け、落選。
その後、民主党埼玉県連により次期総選挙において埼玉7区に党公認候補として擁立されることとなった。消費税増税関連法案に反対し、民主党を除籍され国民の生活が第一（総選挙時は日本未来の党）へ移籍した、小宮山泰子に対するいわゆる『刺客』候補であった。
2012年（平成24年）12月16日の第46回衆議院議員総選挙では埼玉7区から立候補。自民党の神山佐市に敗れ、比例復活もならず議席は獲得できなかった（小宮山泰子は比例復活当選）。
2023年（令和5年）7月、嶋田は自民党が第50回衆議院議員総選挙に向けて行った福岡10区支部長の公募に応募した。この時点で嶋田は自民党の党籍を取得していた。公募には計10人が応募し、7月24日には嶋田を含む4人が面接審査を通過した。8月9日、自民党福岡県連は10区の公認候補予定者を決める党員投票の結果を公表。4人のうち福岡県議会議員の吉村悠が最多得票を獲得した。11月16日、自民党本部は吉村を正式に支部長に選任した。
2024年（令和6年）10月27日に執行される第50回衆議院議員総選挙で、自民党より比例九州ブロックの単独候補として擁立が決定し、比例単独第30位で擁立されることとなったが、結果は落選。

## 政策・主張
- 選択的夫婦別姓制度の導入に賛成[11]。

## 所属していた委員会
- 議院運営委員会
- 厚生労働委員会委員
- 消費者問題に関する特別委員会筆頭理事
- 少子高齢化・共生社会に関する調査会理事

## 人物
- 家族は夫と2人の息子[12]。

- 趣味は子どもと料理を作ること。好きな食べものはとんこつラーメン[12]。